# Ашельские памятники Крыма
Ашельские памятники Крыма — группа памятников ашельской эпохи раннего палеолита на территории Крыма.
Древнейшими в Крыму являются открытые в разных частях полуострова стоянки олдувайской культуры с галечными орудиями-макролитами (Эчкидагское в районе Кара-Дага, Гаспра и Артек в районе Большой Ялты и др.).
Более полными являются сведения о позднеашельских стоянках под открытым небом, для которых характерны большие орудия со сколами, рубила и архаичные двусторонне обработанные ножи (Заскальная IX, Шары I—III и др.), и о пещерных и открытых стоянках, например, нижний слой стоянки Киик-Коба, а также Кабази II, Шар IV, Красный Мак и др. — с зубчатыми и выемчатыми орудиями небольших размеров.
Остатки фауны обнаружены только на отдельных стоянках. Они представлены костями бизонов, лошадей, ослов, оленей и др. Происхождение ашельских памятников окончательно не выяснено, некоторые из их аналогов имеются в составе мустьерской культуры полуострова.